# الحضيض (اختلال ضال)
«الحضيض» (بالإنجليزية: Down)‏ هي الحلقة الرابعة للموسم الثاني من مسلسل إيه إم سي التلفزيوني الدرامي اختلال ضال. كتبها سام كاتلين وأخرجها جون داهل، تم بثها على إيه إم سي في 29 مارس 2009.

## وصلات خارجية
- «الحضيض» على إيه إم سي (بالإنجليزية)
- «الحضيض» على قاعدة بيانات الأفلام على الإنترنت (بالإنجليزية)